# Bales K

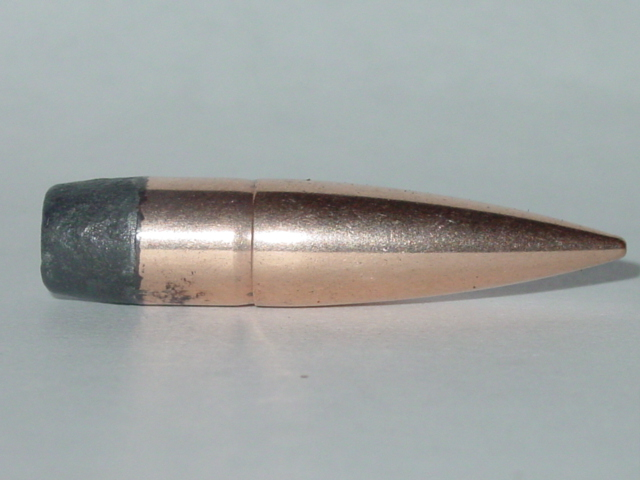
La munició estàndard de calibre 8x57mm IS, "Bales K" dissenyades abans que entressin a qualsevol guerra

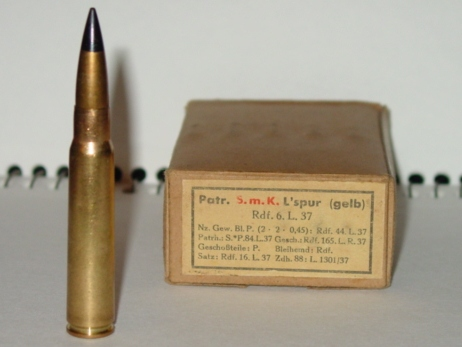
Una variant traçadora de la "Bala K", la "L'spur (gelb)" o 'Traçadora (groc)'.

Les Bales K es una munició de 7,92 x 57 mm (8×57mm IS), d'alta penetració, amb la capacitat de ser disparada des d'un fusell Mauser estàndard. Va ser utilitzada per la infanteria alemanya durant la primera guerra mundial contra els tancs anglesos Mk 1 (Tanc Mark) i en el Panzer I, per les seves metralladores MG 13 de 7,92 mm. Una estimació d'aquesta munició es que penetrava una de cada tres vegades en un blindatge d'entre 12 i 13 mm a una distància d'uns 100 m.
Les bales K van ser utilitzades per primera vegada en la batalla de Messines, en juny de 1917, que també va ser la primera vegada que es va utilitzar el tanc Mark IV per part de les tropes angleses, que era més resistent I tenia més blindatge.

## Variants
Els alemanys van fer diverses variants de les bales K Durant la Primera Guerra Mundial I la Segona Guerra Mundial, entre les quals hi han:
| Designation       | Full Name                                          | Description |
| ----------------- | -------------------------------------------------- | --- |
| S.m.K.            | Spitzgeschoss mit Kern                             | Munició estàndard d'alta penetració de nucli de metall. Tenia una vora vermella al voltant de la base d'imprimació. |
| S.m.K.H.          | Spitzgeschoss mit Kern, Hart                       | Reemplaçava el nucli de metall per un de tungstè. Tenia una vora vermella, però des de 1939, només tenia vermella la punta de la bala. |
| S.m.K. L'spur     | Spitzgeschoss mit Kern, Leuchtspur                 | Té un nucli més petit i, a més, incloïa una composició de munició traçadora. A lo millor incloïa una designació de la bala pel color, anomenada gelb, en alemany "groc". Tenia una vora vermella al voltant de la base i de la punta de la bala. |
| S.m.K. Ub.m.Zerl. | Spitzgeschoss mit Kern Übungsmunition mit Zerleger | Una variant molt estranya que explotava al cap d'un cert temps. |

Durant el període d'entre guerres, Polònia va fer unes copies de les bales S.m.K, anomenades com a bales P (Przeciwpancerny) I també les seves pròpies bales perforadores traçadores, amb la denominació de PS (Przeciwpancerny Smugowy).